# Obârșie, Mureș
Obârșie este un sat în comuna Râciu din județul Mureș, Transilvania, România.